# Mecaenichthys immaculatus
Mecaenichthys immaculatus är en fiskart som först beskrevs av Ogilby, 1885.  Mecaenichthys immaculatus ingår i släktet Mecaenichthys och familjen Pomacentridae. Inga underarter finns listade i Catalogue of Life.